# Il y a un dieu pour les ivrognes
Il y a un dieu pour les ivrognes er en fransk stumfilm fra 1907 af Georges Méliès.